# Ryszard Grzyb
Ryszard Henryk Grzyb (ur. 17 lipca 1956 w Sosnowcu) – polski malarz, poeta, projektant graficzny.

## Życiorys
Pochodził z rodziny robotniczej. W latach 1971–1976 uczęszczał do Państwowego Liceum Plastycznego w Katowicach. W latach 1976–1979 studiował na wrocławskiej Państwowej Wyższej Szkole Sztuk Plastycznych w pracowni Zbigniewa Karpińskiego, a następnie przeniósł się na Wydział Malarstwa warszawskiej Akademii Sztuk Pięknych do pracowni Rajmunda Ziemskiego, gdzie poznał Pawła Kowalewskiego, Jarosława Modzelewskiego, Włodzimierza Pawlaka, Marka Sobczyka i Ryszarda Woźniaka, przyszłych członków „Gruppy”, założonej w roku 1982. Był też współzałożycielem i wydawcą pisma Gruppy – „Oj dobrze już”. Dyplom z wyróżnieniem uzyskał 8 czerwca 1981.
Jego obrazy znajdują się w zbiorach Muzeum Narodowego w Warszawie, Wrocławiu, Krakowie, Poznaniu, Galerii Zachęta, W Muzeach Okręgowych w Katowicach, Bytomiu, Toruniu, Bydgoszczy, Olsztynie, w kolekcjach prywatnych w Polsce i za granicą.
W latach 1983–1987 malował Grzyb głównie tzw. „papiery” – wielkoformatowe kompozycje temperą na kartonie. Od roku 1987 artysta zmienił technikę malowania, odchodząc stopniowo od malowania temperą na rzecz malarstwa olejnego na płótnie. Jego malarstwo cechuje radosna kolorystyka i przedmioty obwiedzione szeroką linią.
W czasie studiów w Warszawie oprócz malarstwa zajmował się twórczością poetycką, publikowaną w „Nowym Wyrazie” 1980 nr 4 i 1981 nr 1, oraz w „Miesięczniku Literackim” 1981 nr 7.
W 2004 rozpoczął multimedialny projekt Zdania napowietrzne, w ramach którego kolekcjonuje krótkie sentencje poetyckie, „absurdalne haiku” jak mówi i umieszcza je w kontekście zupełnie obcym poetyckim eksperymentom – na billboardach, pocztówkach, ołówkach, kubkach, zmienia je w neony, tabliczki informacyjne. Poprzez zawłaszczenie przestrzeni przeznaczonej dla innego rodzaju komunikatów, artysta wzmacnia siłę ich przekazu, wywołując swego rodzaju suspens.
Laureat nagrody Nagrody im. Jana Cybisa za rok 2010.

## Wystawy (wybór)
- 1986 – Ekspresja lat 80., BWA, Sopot
- 1987 – Co słychać, Dawne Zakłady Norblina, Warszawa
- 1990 – Konstrukcja w procesie (3), Pałac Scheiblera, Łódź
- 1991 – Kunst, Europa, Bonner Kunstverein, Bonn
- 1992/93 – Gruppa 1982–1992, Galeria Zachęta, Warszawa